# Sean McCann (Eishockeyspieler)
Sean McCann (* 18. September 1971 in North York, Ontario) ist ein ehemaliger kanadischer Eishockeyspieler und -trainer.

## Karriere
McCann spielte zunächst vier Jahre von 1990 bis 1994 an der Harvard University in der National Collegiate Athletic Association. Nachdem er im NHL Supplemental Draft 1994 an der ersten Gesamtposition von den Florida Panthers ausgewählt worden war, wechselte er zur Saison 1994/95 ins Profilager.
Der gelernte Verteidiger spielte zunächst in der International Hockey League bei den Cincinnati Cyclones, ehe er im darauffolgenden Spieljahr bei den Grand Rapids Griffins in der American Hockey League zu weiteren Einsätzen kam. Bis zu seinem Karriereende nach der Saison 2000/01 waren seine weiteren Stationen in der IHL die Milwaukee Admirals, Orlando Solar Bears und Houston Aeros. In der AHL spielte er noch für die Springfield Falcons und Syracuse Crunch. Zu einem Einsatz in der National Hockey League kam er jedoch nie.
Nach seinem Karriereende übernahm McCann ab 2002 den Posten als Assistenztrainer des Eishockeyteams an der Harvard University, an der er selbst studiert hatte.